# Lennart Degerliden
Sture Lennart Degerliden, född Karlsson 6 november 1943 i Burträsks församling i Västerbottens län, död 19 maj 2020 i Umeå, var en svensk politiker (folkpartist, senare Liberalerna) som tjänstgjorde som ersättare i Sveriges riksdag en kortare period 2000. Han var under ett halvsekels tid verksam i lokalpolitiken i Umeå och långvarig ledamot i kommunfullmäktige. Vid Yvonne Ångströms tillbakadragande inför riksdagsvalet 2006 nominerades Degerliden som förstanamn på Folkpartiets lista i Västerbottens läns valkrets, men slogs ut av Maria Lundqvist-Brömster genom personkryss. Efter ett ovanligt starkt valresultat 2002 tappade partiet i stöd och fick endast ett mandat för Västerbotten.
Degerliden utbildade sig vid Umeå universitet, där han 1968–1969 var ordförande för Umeå studentkår, en relativt ovanlig företeelse under en väldigt röd period för studentkåren. Från 1973 var han ombudsman för folkpartiet.
Degerliden är omnämnd i Olof Wretlings Diagnoserna i mitt liv.